# 新圩镇 (吉安市)
新圩镇，是中华人民共和国江西省吉安市青原区下辖的一个乡镇级行政单位。

## 行政区划
新圩镇下辖以下地区：
新圩街社区、新圩村、栗溪村、城山村、璋塘村、炉下村、黄塘村、马塘村、江头村、大前村、河边村、洋田村、郭城村和田北村。